# Alexandre Tourtchine
Alexandre Tourtchine (russe : Алексaндр Гeнрихович Турчин ; biélorusse : Аляксaндaр Гeнрыхавіч Турчын ; né le 2 juillet 1975) est un homme politique biélorusse qui est Premier ministre de Biélorussie depuis le 10 mars 2025. Il est auparavant président du comité exécutif de la voblast de Minsk à partir du 3 décembre 2019 et est le premier vice-Premier ministre de Biélorussie de 2018 à 2019.
Le 17 décembre 2020, Tourtchine est sanctionné par l'Union européenne. L'Albanie, l'Islande, le Liechtenstein, le Monténégro, la Macédoine du Nord, la Norvège et la Suisse s'alignent sur ces sanctions,. Tourtchine est également interdit d'entrée au Royaume-Uni depuis le 18 février 2021.